# Устилузька міська рада
Устилу́зька міська́ ра́да Устилузької міської територіальної громади (до 2015 року — Устилузька міська рада Володимир-Волинського району Волинської області) — орган місцевого самоврядування Устилузької міської територіальної громади Волинської області. Розміщення — місто Устилуг.

## Склад ради
Рада складається з 26 депутатів та голови.
Перші вибори депутатів оновленої ради та голови громади відбулись 25 жовтня 2015 року, одночасно з черговими місцевими виборами. Було обрано 24 депутати ради, з них (за суб'єктами висування): БПП «Солідарність» — 13 депутатів, Всеукраїнське об'єднання «Батьківщина» — 7, Всеукраїнське об'єднання «Свобода» — 4 та Радикальна партія Олега Ляшка — 2 мандати.
Головою громади обрали позапартійного висуванця БПП «Солідарність» Віктора Поліщука, тодішнього Устилузького міського голову.

## Історія
До 3 листопада 2015 року — адміністративно-територіальна одиниця у Володимир-Волинському районі Волинської області з підпорядкуванням міста Устилуг та сіл Видранка, Залужжя, Тростянка.
Рада складалась з 26 депутатів та голови — Поліщука Віктора Ростиславовича.

### Керівний склад попередніх скликань
| Прізвище, ім'я, по батькові  | Основні відомості                                                                                               | Дата обрання | Дата звільнення |
| ---------------------------- | --- | ------------ | --------------- |
| Поліщук Віктор Ростиславович | Міський голова, 1959 року народження                                                                            | 26.03.2006   | 31.10.2010      |
| Поліщук Віктор Ростиславович | Міський голова, 1959 року народження, освіта вища, член політичної партії «Наша Україна»                        | 31.10.2010   | 25.10.2015      |
| Поліщук Віктор Ростиславович | Міський голова, 1959 року народження, освіта вища, безпартійний, від партії Блок Петра Порошенка «Солідарність» | 25.10.2015   |                 |

Примітка: таблиця складена за даними сайтів Верховної Ради України та Центральної виборчої комісії

### Депутати VII скликання
За результатами місцевих виборів 2015 року депутатами ради стали:

#### За суб'єктами висування
| Суб'єкт висування                                       | Кількість обраних депутатів | %     |
| ------------------------------------------------------- | --------------------------- | ----- |
| Партія Блок Петра Порошенка «Солідарність»              | 13                          | 50.00 |
| Політична партія Всеукраїнське об'єднання «Батьківщина» | 7                           | 26.92 |
| Політична партія Всеукраїнське об'єднання «Свобода»     | 4                           | 15.38 |
| Радикальна партія Олега Ляшка                           | 2                           | 7.69  |

#### За округами
| № округу                                                | Прізвище, ім'я, по батькові        | Дата нар.  | Освіта              | Партійна приналежність                                        | Відомості                                                               |
| ------------------------------------------------------- | ---------------------------------- | ---------- | ------------------- | ------------------------------------------------------------- | ----------------------------------------------------------------------- |
| ПАРТІЯ "БЛОК ПЕТРА ПОРОШЕНКА «СОЛІДАРНІСТЬ»             |                                    |            |                     |                                                               |                                                                         |
| пк                                                      | Касьян Людмила Вікторівна          | 12.12.1966 | вища                | член ПАРТІЇ "БЛОК ПЕТРА ПОРОШЕНКА «СОЛІДАРНІСТЬ»              | Устилузька міська рада, секретар міської ради                           |
| 4                                                       | Сидорчук Олександр Олександрович   | 29.07.1970 | вища                | безпартійний                                                  | тимчасово не працює                                                     |
| 15                                                      | Ковальчук Наталія Володимирівна    | 20.12.1974 | професійно-технічна | безпартійна                                                   | Дитячий навчальний заклад с. Лудин, вихователь                          |
| 17                                                      | Баляс Ліля Володимирівна           | 27.05.1980 | вища                | безпартійна                                                   | Лудинська ЗОШ І-ІІІ ст.., вчитель                                       |
| 22                                                      | Мазурок Олена Тадеївна             | 28.01.1979 | вища                | безпартійна                                                   | ЗОШ І-ІІ ст., с. Хотячів, вчитель                                       |
| 1                                                       | Терещук Анатолій Володимирович     | 16.04.1978 | вища                | безпартійний                                                  | тимчасово не працює                                                     |
| 5                                                       | Долгунський Вячеслав Володимирович | 04.08.1952 | професійно-технічна | безпартійний                                                  | пенсіонер                                                               |
| 21                                                      | Матишейко Сергій Володимирович     | 06.10.1962 | вища                | безпартійний                                                  | ТзОВ «Буг», директор                                                    |
| 23                                                      | Куницька Аліна Петрівна            | 05.10.1979 | вища                | безпартійна                                                   | Дитячий навчальний заклад, завідувач                                    |
| 25                                                      | Смольська Валентина Михайлівна     | 15.03.1967 | вища                | безпартійна                                                   | ЗОШ І-ІІ ст.. с. П'ятидні, вчитель початкових класів                    |
| 9                                                       | Геріян Галина Іванівна             | 06.10.1986 | вища                | безпартійна                                                   | Клуб, с. Залужжя, завідувач клубу                                       |
| 18                                                      | Матіюк Володимир Валерійович       | 07.04.1988 | професійно-технічна | безпартійний                                                  | Шахта «Бужанка», заступник начальника                                   |
| 13                                                      | Міщук Микола Євгенович             | 20.03.1971 | вища                | безпартійний                                                  | Науково-дослідне фермерське господарство Колач Є. Й., агроном-економіст |
| політична партія Всеукраїнське об'єднання «Батьківщина» |                                    |            |                     |                                                               |                                                                         |
| пк                                                      | Яновська Неоніла Юріївна           | 04.08.1980 | вища                | член політичної партії Всеукраїнське об'єднання «Батьківщина» | Загальноосвітня школа I—III ст. м. Устилуг, вчитель                     |
| 19                                                      | Савчук Іван Володимирович          | 19.11.1976 | загальна середня    | член політичної партії Всеукраїнське об'єднання «Батьківщина» | Шахта «Бужанська» м. Нововолинськ, машиніст                             |
| 26                                                      | Воробчук Олександр Анатолійович    | 22.07.1970 | загальна середня    | безпартійний                                                  | Фізична особа-підприємець                                               |
| 24                                                      | Кондисюк Анатолій Миколайович      | 05.07.1994 | вища                | член політичної партії Всеукраїнське об'єднання «Батьківщина» | тимчасово не працює                                                     |
| 2                                                       | Кондисюк Василь Васильович         | 07.03.1960 | професійно-технічна | член політичної партії Всеукраїнське об'єднання «Батьківщина» | Залізнична станція с. Ізов, машиніст                                    |
| 12                                                      | Мосорук Роман Олександрович        | 17.08.1995 | вища                | член політичної партії Всеукраїнське об'єднання «Батьківщина» | Львівський Національний Університет України, студент                    |
| 11                                                      | Антощак Марія Сергіївна            | 21.11.1984 | вища                | безпартійна                                                   | Дошкільний навчальний заклад с. Зоря, завідувач                         |
| політична партія Всеукраїнське об'єднання «Свобода»     |                                    |            |                     |                                                               |                                                                         |
| пк                                                      | Здебський Юрій Володимирович       | 14.09.1983 | вища                | член політичної партії Всеукраїнське об'єднання «Свобода»     | Храм Пресвятої Богородиці, м. Устилуг, настоятель храму УПЦ КП          |
| 16                                                      | Фляк Анатолій Миколайович          | 13.11.1962 | загальна середня    | безпартійний                                                  | тимчасово не працює                                                     |
| 12                                                      | Тихонюк Пантелій Пантелійович      | 27.10.1964 | середня спеціальна  | член політичної партії Всеукраїнське об'єднання «Свобода»     | 24-ОМБ бригада, водій                                                   |
| 18                                                      | Сіжук Степан Іванович              | 05.10.1957 | професійно-технічна | безпартійний                                                  | пенсіонер                                                               |
| Радикальна партія Олега Ляшка                           |                                    |            |                     |                                                               |                                                                         |
| пк                                                      | Слободян Людмила Михайлівна        | 09.06.1968 | професійно-технічна | безпартійна                                                   | Готель «АВС», адміністратор                                             |
| 2                                                       | Басенюк Вадим Олександрович        | 27.04.1985 | вища                | безпартійний                                                  | тимчасово не працює                                                     |

### Депутати VI скликання
За результатами місцевих виборів 2010 року:
- Кількість мандатів: 20
- Кількість мандатів, отриманих за результатами виборів: 18
- Кількість мандатів, що залишаються вакантними: 2

#### За суб'єктами висування
| Суб'єкт висування                                       | Кількість обраних депутатів | %    |
| ------------------------------------------------------- | --------------------------- | ---- |
| Політична партія «Наша Україна»                         | 14                          | 77,8 |
| Партія регіонів                                         | 2                           | 11,1 |
| Політична партія Всеукраїнське об'єднання «Батьківщина» | 2                           | 11,1 |

#### За округами
| № округу                                                | Прізвище, ім'я, по батькові         | Дата визнання обраним | Освіта             | Партійна приналежність                        | Відомості про обраного депутата                                                   |
| ------------------------------------------------------- | ----------------------------------- | --------------------- | ------------------ | --------------------------------------------- | --------------------------------------------------------------------------------- |
| Партія регіонів                                         |                                     |                       |                    |                                               |                                                                                   |
| б/м                                                     | Ничик Микола Григорович             | 06.11.2010            | вища               | позапартійний                                 | ВАТ «Устилузька ПМК-200», заступник голови правління                              |
| б/м                                                     | Кардашук Ольга Петрівна             | 06.11.2010            | вища               | позапартійна                                  | Устилузька загальноосвітня школа І-ІІІ ст., вчитель                               |
| Політична партія Всеукраїнське об'єднання «Батьківщина» |                                     |                       |                    |                                               |                                                                                   |
| б/м                                                     | Яновська Неоніла Юріївна            | 06.11.2010            | вища               | член Всеукраїнського об'єднання «Батьківщина» | тимчасово не працює                                                               |
| б/м                                                     | Оніщук Олена Всеволодівна           | 06.11.2010            | вища               | член Всеукраїнського об'єднання «Батьківщина» | Устилузька міська лікарня, лікар ультразвукової діагностики                       |
| Політична партія «Наша Україна»                         |                                     |                       |                    |                                               |                                                                                   |
| б/м                                                     | Матвійчук Оксана Іванівна           | 06.11.2010            | вища               | позапартійна                                  | загальноосвітня школа І-ІІІ ст. м. Устилуг, секретар-діловод                      |
| б/м                                                     | Котович Олена Володимирівна         | 06.11.2010            | вища               | член Політичної партії «Наша Україна»         | Амбуківська загальноосвітня школа І ст., завідувач                                |
| б/м                                                     | Веремко Ірина Леонідівна            | 06.11.2010            | вища               | позапартійна                                  | Лудинська загальноосвітня школа І-ІІІ ст., вчитель фізичної культури              |
| б/м                                                     | Загорський Михайло Петрович         | 06.11.2010            | вища               | член Політичної партії «Наша Україна»         | загальноосвітня школа І-ІІІ ст. м. Устилуг, вчитель фізичної культури             |
| 1                                                       | Терещук Володимир Васильович        | 06.11.2010            | вища               | член Політичної партії «Наша Україна»         | Устилузька дитяча школа мистецтв, директор                                        |
| 2                                                       | Гук Ніна Володимирівна              | 06.11.2010            | вища               | позапартійна                                  | магазин «Максим», підприємець                                                     |
| 3                                                       | Романова Лілія Всеволодівна         | 06.11.2010            | середня спеціальна | член Політичної партії «Наша Україна»         | Устилузька міська лікарня, старша медсестра                                       |
| 4                                                       | Касьян Людмила Вікторівна           | 06.11.2010            | вища               | член Політичної партії «Наша Україна»         | Устилузька міська рада, секретар                                                  |
| 5                                                       | Долгунський В'ячеслав Володимирович | 06.11.2010            | середня спеціальна | позапартійний                                 | тимчасово не працює                                                               |
| 6                                                       | Гукало Іван Михайлович              | 06.11.2010            | вища               | член Політичної партії «Наша Україна»         | тимчасово не працює                                                               |
| 7                                                       | Гус Валерій Михайлович              | 06.11.2010            | вища               | позапартійний                                 | пенсіонер                                                                         |
| 8                                                       | Касьян Галина Миколаївна            | 06.11.2010            | вища               | член Політичної партії «Наша Україна»         | Устилузька загальноосвітня школа І-ІІІ ст., вчитель української мови і літератури |
| 9                                                       | Загорська Лариса Сергіївна          | 06.11.2010            | вища               | позапартійна                                  | Залузька загальноосвітня школа І ст., вчитель                                     |
| 10                                                      | Мшенецька Анісія Володимирівна      | 06.11.2010            | середня спеціальна | позапартійна                                  | фельдшерсько-акушерський пункт с. Тростянка, завідувачка                          |